# 생 미셸 기사단

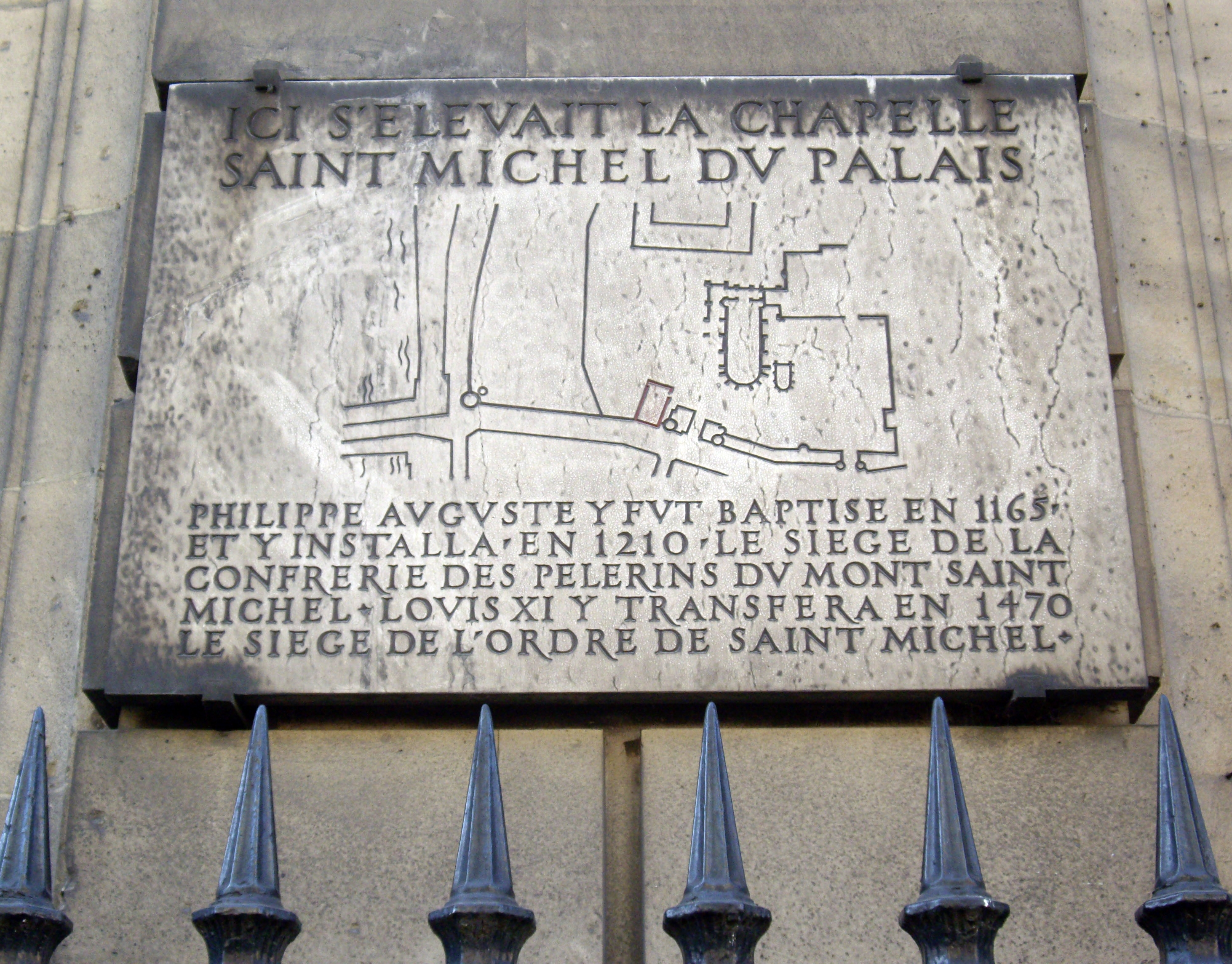
1496년부터 1555년까지 기사단의 본부였던 생미셸 뒤 팔레 채플의 옛 터를 나타내는 명판

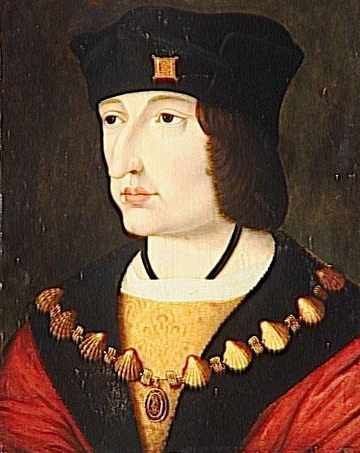
생 미셸 기사단의 목걸이를 하고 있는 루이 11세의 아들 샤를 8세

프랑스 왕가 문장을 사용한 기사단의 목걸이

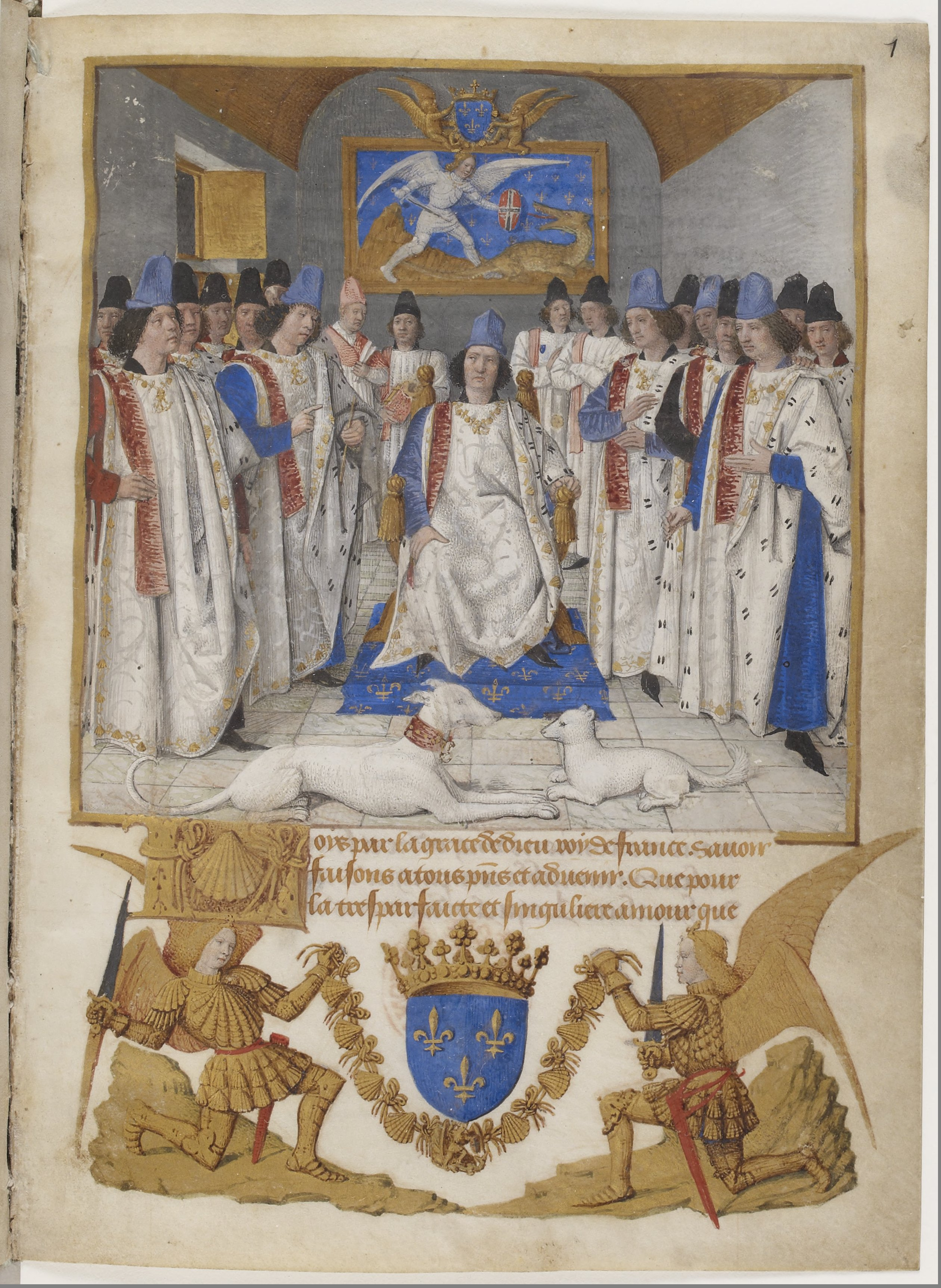
성 미카엘이 뱀을 죽이는 그림이 있는 방의 왕좌에 앉은 루이 11세. 15세기 장 푸케가 그린 기사단 법령의 속표지. Bibliothèque Nationale, fr. 19819.

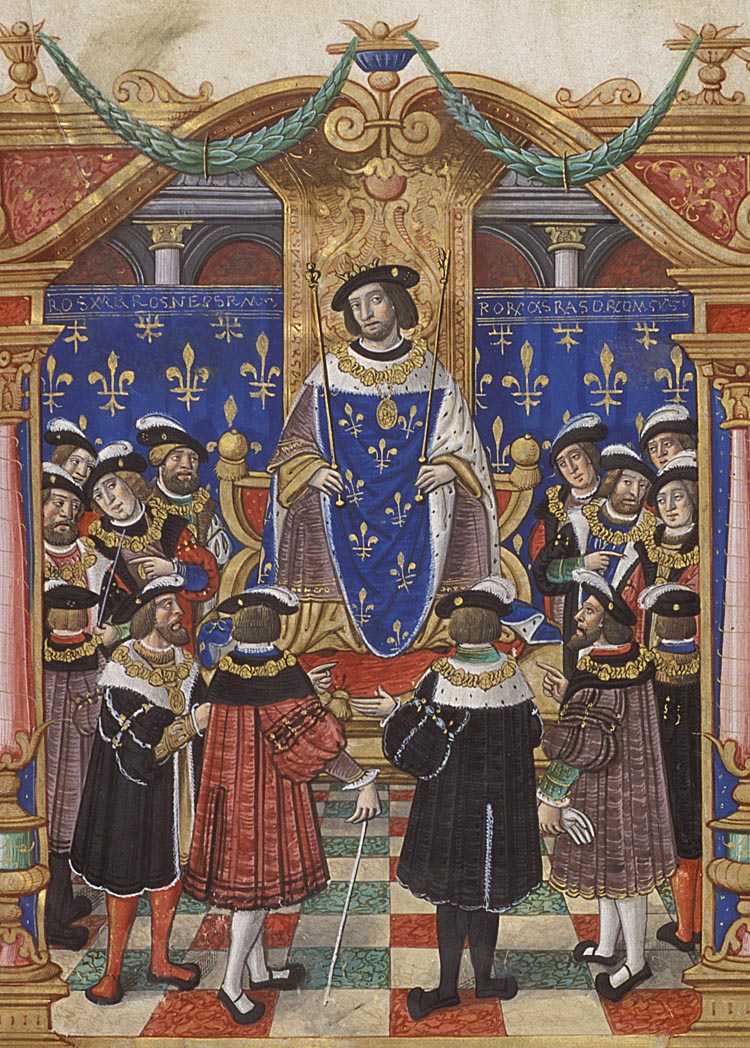
기사단의 기사단원을 주재하는 프랑수아 1세. 1530년 경 법령 사본을 그린 그림.

생 미셸 기사단(Ordre de Saint-Michel)은 1469년 8월 1일 루이 11세가 창단한 프랑스의 왕가 기사단이며, 프랑스내 대가문들의 충섬심을 두고 루이의 최대의 경쟁자였던 부르고뉴의 선량공 필리프, 오를레앙, 베리, 브르타뉴 공작들이 창단한 황금양모 기사단에 대한 경쟁심에 의한 반응에 의한 것이였다. 기사단으로서의 목표는 왕을 향한 기사들의 충성심을 확인하는 것이였다. 본래 13명으로 기사들의 숫자 제한이 있었으나, 왕을 포함하여 36명으로 늘었다. 대성당 참사회장은 1476년에 설치됐다. 생 미셸 기사단은 성령 기사단으로 대체될때까지 프랑스내 최상위 기사단이였다.
프랑스 혁명 이후 1830년에 일어난 7월 혁명의 정부에 의해 공식적으로 해체되었지만, 활동은 계속하였다. 기사단 국제 위원회에서 여전히 인정받고 있다.

## 역사
예상했던처럼, 기사단의 첫 단원들은 프랑스에서 가장 강력한 귀족들 중 한 명이자, 왕의 친척들이었고, 유럽의 다른 왕실의 일부 인물들이었다. 본래 단원 수 (동료)는 35명으로 제한되었다. 종교 전쟁 동안인 1565년에 기사단의 충성심은 긴장감이 흐르고 필수적이였으며, 샤를 9세는 단원 수를 50명으로 늘렸지만, 1574년 앙리 3세 때는 7백명에 달하는 기사단원이 있을 수도 있었다.
대천사 미카엘에게 헌정된 생 미셸 기사단은 모든 단원들에게 바위(몽생미셸섬)에서 뱀과 싸우는 미카엘의 모습이 있는 황금 뱃지를 주었다. 기사단의 모토는 몽생미셸섬에서 대서양을 바라본 대천사 미카엘의 생각에서 유래한 "immensi tremor oceani" (엄청난 대양의 진동이라는 의미)이다. 기사단의 목걸이는 이중 매듭으로 연결된 가리비 껍질(산티아고데콤포스텔라로 향하는 순례자들의 뱃지)로 만든 정교한 금 고리가 매달려있었다. 법령에 따르면 배지는 간단한 사슬에 매달려있을 수 있으며 나중에는 검은 리본을 달았다.
기사단 설립 당시에 유명 채식사 장 푸케는 왕이 기사단원들을 주제하고 있는 모습을 나타내는 기사단의 법령 속표지의 세밀화 (파리 프랑스 국립도서관, fr. 19819) 채색의뢰를 받았다.. 본래 계획은 노르망디의 몽생미셸섬에서 매년 9월 29일마다 기사들이 회의를 가지는 것이였다. 그런 고립된 장소는 비현실적이였기에 샤를 8세는 1496년 명령으로 회의 장소를 더 이상 사용하지 않던 중세시대 파리의 왕실 거처인 팔레 드 라 시테의 일부인 생미셸뒤팔레(Saint-Michel-du-Palais) 예배당으로 옮기게 했다. 1555년 8월 15일 문서에 따라, 기사단의 본부는 파리 외각의 왕실 소유의 뱅센 성으로 옮겨졌다.
생 미셸 기사단은 1790년 6월 20일 루이 16세에 의해 해산됐다. 1816년 11월 16일 루이 18세에 의해 재창단됐지만 왕이 기사단에 관심을 많이 두지 않았고 1816년 이후로 새로운 기사단원들이 추가되지 않았다. 기사단은 1830년 프랑스 정부에 의해 다시 해산된다. 1850년 마지막 기사단원이 사망했다.
그럼에도 1929년, 1930년, 1970년대, 1980년대에 10명의 기사 후보들이 지명되었다.
프랑스 정부의 언급에 따르면, 이는 프랑스 문화 예술 공로훈장에서 비롯된 것이라고 하였다:
"생 미셸 기사단 (1460년-1830년)은 프랑스 문화 예술 공로훈장의 전신격으로 고려될 수 있다. 원래 귀족들에게만 주어졌던 것이 17세기-18세기까지 많은 예술가, 건축가, 수집가, 문학인들로 간주되던 민간인들의 공로 훈장이 되었다…"., 

## 유명 출신
기사단의 공식적인 단원 목록은 존재하지 않다. 단원들의 이름은 2차 자료 또는 특정 가문 또는 지역의 인물들을 보여주기 위해 작성된 정기적인 목록으로부터 참조 할 수 있었다.
- 체사레 보르자 - 1499년 루이 12세에 의해[15]
- 만토바 후작 프란체스코 2세 곤차가 - 1507년 루이 12세에 의해[16]
- 제3대 노퍽 공작 토머스 하워드 - 1532년 프랑수아 1세에 의해[17]
- 제임스 5세 - 1534년 프랑수아 1세에 의해[18]
- 제6대 앵거스 백작 아치볼드 더글러스 - 1545년 프랑수아 1세
- 샤텔로 공작 제임스 해밀턴 - 1548년 앙리 2세에 의해
- 제4대 헌틀리 백작 조지 고든 - 1548년 앙리 2세에 의해
- 제5대 아가일 백작 아치볼드 캠벨 - 1548년 앙리 2세에 의해
- 폴 드 테름 - 1549년 해딩턴, 브로우티 성 점령하면서 수여
- 앙드레 드 몽탈랑베르 - 1549년 인케이스를 점령하면서 수여[14]
- 에드워드 6세, 1551년 앙리 2세에 의해[19]
- 단리 영주 헨리 스튜어트 - 스코틀랜드의 왕 헨리의 이름으로 1565년 샤를 9세에 의해[20]
- 제1대 레스터 백작 로버트 더들리 - 1566년 샤를 9세에 의해[21]
- 제4대 노퍽 공작 토머스 하워드, 1566년 샤를 9세에 의해[21]
- 미힐 더 라위터르 - 1666년 루이 14세에 의해.[22]
- 프랑수아 카롱 - 1672년 루이 14세에 의해.[23]
- 콘스탄티노스 게라키스 - 1687년 루이 14세에 의해.[24]